# Antoine Félix Mathé
Pour les personnes ayant le même patronyme, voir Mathé.
Félix Mathé (né le 18 mai 1808 à Cosne-d'Allier (Allier) et mort à Moulins (Allier) le 5 mars 1882) est un homme politique français d'extrême-gauche, élu député en 1848.

## Biographie
Il fait ses études classiques au collège de Moulins et suit des cours de droit à la faculté de Paris. Il s'oppose à la monarchie de Juillet et reste dans l'opposition républicaine durant tout le règne de Louis-Philippe. Il est plusieurs fois condamné après diverses affaires et doit s'exiler en Belgique après 1834. Après quelques années, il revient en France, dans l'Allier, et fait fortune dans le commerce du bois. 
En février 1848, le gouvernement provisoire le nomme commissaire de la République, et lui-même accède à la députation le 23 avril 1848. Il siège à la Montagne aux côtés des démocrates les plus avancés. Il vota pour l'abolition de la peine de mort, contre les poursuites contre Louis Blanc, pour le droit au travail...
Il est réélu le 13 mai 1849 à l'Assemblée législative. Il siège à l'extrême-gauche aux côtés de Ledru-Rollin et s'oppose à l'expédition de Rome.
En 1851, il se montre l'adversaire du coup d'État du président Louis-Napoléon Bonaparte. Il est exclu de France et se réfugie en Belgique et à Jersey.
Il revient dans son département natal à la fin du Second Empire, mais perd aux élections de 1871. Il se retire chez lui dans l'Allier et meurt le 5 mars 1882 à Moulins, où il est enterré.
Antoine Félix Mathé est l'oncle de Pierre Félix Mathé, député de l'Allier, et d'Henri Mathé, député de la Seine.

## Sources
- « Antoine Félix Mathé », dans Adolphe Robert et Gaston Cougny, Dictionnaire des parlementaires français, Edgar Bourloton, 1889-1891 [détail de l’édition]